# ورزشگاه الجیش
ورزشگاه الجیش (به عربی: ملعب الجيش) ورزشگاهی چندکاربردی در بغداد می‌باشد. امروزه از آن بیشتر برای برپایی مسابقه‌های فوتبال و به عنوان ورزشگاه خانگی باشگاه فوتبال الجیش استفاده می‌شود. این ورزشگاه گنجایش ۶۰۰۰ نفر تماشاچی را دارد.